# Ременезуб командорський
Ременезуб командорський або Кит Стейнегера (Mesoplodon stejnegeri) — кит з роду Ременезуб, родини Дзьоборилові. Довжина тіла 5—6 метрів. Уперше описаний по екземплярові з острова Беринга. Водиться в північній частині Тихого океану. Відомі знахідки на Командорських островах, на півострові Аляска, на острові Ванкувер, і на березі Орегону й Британської Колумбії, а також в Японському морі, на узбережжі префектури Акіта. Зверху череп командорського ременезуба здається округлим у контурі, тому що передочні виїмки дуже дрібні. Коронка сильно сплощених зубів збоку схожа на трапецію із загостреною вершиною, а не на трикутник, як у кита Соверби. Живе поодинці, але на скупченнях лососевих риб збирається в групи до трьох штук. Харчується головоногими молюсками й лососевими рибами. Між зануреннями робить 1-2 вдихи.